# Paul-Louis Arslanian
Paul-Louis Arslanian, född 1944, är en fransk tjänsteman, tidigare chef för det franska kontoret för forskning och analys för civil luftfartssäkerhet (1995-2009). Arslanian är officer i Hederslegionen, examen från École polytechnique (klass 1965) och École nationale de l'aviation civile (klass 1970).

## Biografi
Arslanian började sin karriär som civilflygingenjör vid Direction Générale de l'Aviation Civile följt av Inspection générale de l'aviation civile et de la météorologie  (IGACEM). Han blev chef för Bureau d'Enquêtes et d'Analyses pour la Sécurité de l'Aviation Civile (1995). 2009 ersattes han av Jean-Paul Troadec.